# Fornelos (Cinfães)
Fornelos is een plaats (freguesia) in de Portugese gemeente Cinfães en telt 835 inwoners (2001).